# کربوهیدرات

ساختار دی‌ساکاریدی لاکتوز (قند شیر).

کربوهیدرات‌ها زیست‌مولکول‌هایی هستند که از 3 اتم کربن، هیدروژن و اکسیژن تشکیل شده‌اند. کربوهیدرات‌ها در بدن بیشتر به‌عنوان مولکول‌های ذخیره‌کنندهٔ انرژی عمل می‌کنند، اما کاربردهای ساختاری و نقش در انتقال پیام و… نیز دارند. کربوهیدرات‌ها به سه دستهٔ ساده، مرکّب و پیچیده تقسیم می‌شوند:
- ساده (مونوساکارید) :سه کربنه‌ها (تریوز):PGAL چهارکربنه‌ها. (تتروز) پنج کربنه (پنتوز): ریبوز و ریبولوز (دئوکسی ریبوز) و شش کربنه (هگزوز):گلوکز، فروکتوز (قند میوه) و گالاکتوز
- مرکب (الیگوساکاریدها و دی‌ساکاریدها): ساکارز، مالتوز و لاکتوز (قند شیر)
- پیچیده (پلی‌ساکاریدها): سلولز، گلیکوژن، نشاسته و کیتین

## ساختار
کربوهیدرات‌های خالص شامل اتم‌های کربن، هیدروژن، اکسیژن هستند با نسبت ملکولی ۱:۲:۱ که فرمول عمومی Cn(H2O)n را تشکیل می‌دهند. با این وجود، خیلی از کربوهیدرات‌های مهم از این قانون مستثنی هستند (مثل دیوکسی‌ریبوز و گلیسرول که بدین ترتیب آن‌ها را مستقیماً نمی‌توان کربوهیدرات خواند. با افزایش طول زنجیر، تعداد کربن‌های با مراکز فضایی افزایش می‌یابند و بدین ترتیب تعداد زیادی دیاسترومر امکانپذیر می‌شوند. قندها ترکیبات پلی هیدروکسی کربونیل اند، از این رو می‌توانند هِمی استال‌های حلقوی پایداری ایجاد کنند، بدین ترتیب ساختارهای اضافی و تنوع شیمیایی برای این ترکیبات پدید می‌آید. گاهی {...} همراه با حذف آب به دست می‌آیند. قندهای آلدئیدی به صورت آلدوزها طبقه‌بندی می‌شوند. آن‌هایی که عامل کتونی دارند، کتوز خوانده می‌شوند. بر اساس طول زنجیر، قندها، تریوز (۳ کربنی)، تتروز (۴ کربنی)، پنتوز (۵ کربنی)، هگزوز (۶ کربنی) و غیره نامیده می‌شوند. از اینرو، ۲ و ۳ - دی هیدروکسی پروپانال (گلیسرآلدئید) یک آلدوتریوز است. در حالی که ۱ و ۳ - دی هیدروکسی پروپانون یک کتوتریوز می‌باشد.

### مونوساکاریدها
مونوساکاریدها ساده‌ترین کربوهیدرات‌ها هستند و مهم‌ترین آن‌ها هگزوزها (۶کربنی) و پنتوزها (۵کربنی) هستند. و قندهای ساده (مانند مونوساکارید) معمولاً شیرین می‌باشند
- مهم‌ترین هگزوزها
- گلوکز(Glucose)

گلوکز، قند خون یا قند انگور (گلایکیس، در فرهنگ یونانی به معنی شیرین) که به دکستروز موسوم است، یک پنتاهیدروکسی هگزانال بوده، از اینرو در خانواده آلدوزهگزوزها جای دارد. گلوکز به صورت طبیعی در بسیاری از میوه‌ها و گیاهان با غلظتی در گستره ۰٫۰۸٪ تا ۰٫۱٪ در خون انسان وجود دارد.
- فروکتوز(Fructose)

ایزومر کتوهگزوزی گلوکز، فروکتوز است. فروکتوز شیرین‌ترین قند طبیعی است (برخی از قندهای سنتزی شیرین‌ترند). فروکتوز نیز در بسیاری از میوه‌ها (فروکتوز در فرهنگ لاتین به معنی قند میوه) و در عسل وجود دارد.
- گالاکتوز(Galactose)

قند طبیعی مهم دیگر گالاکتوز است. واحد ساختاری این قند ۶ کربنی می‌باشد. فرمول ساده یا تجربی برای همه قندها می‌باشد. هم ارز فرمول هیدرات کربن است و یکی از دلایلی ست ، که به این دسته از ترکیبات کربوهیدرات گفته می‌شود.
- مهم‌ترین پنتوزها

ریبوز و دئوکسی‌ریبوز که در آران‌ای و دی‌ان‌ای شرکت دارند.

### الیگوساکاریدها
الیگوساکاریدها دسته‌ای از کربوهیدرات‌ها هستند که قندهای مرکبی تشکیل‌شده از ۳ تا نزدیک به ۹ واحد یک قندی (مونوساکارید) هستند. گلیکوپروتئین‌ها نمونه‌ای از الیگوساکاریدها هستند که در غشای سلول‌ها دیده می‌شوند.

### دوقندی‌ها (دی‌ساکاریدها)
دی‌ساکارید از تشکیل دو مونوساکارید از طریق تشکیل یک پل اتری (معمول استال) به‌دست می‌آید و فرمول عمومی آن‌ها{\displaystyle {\ce {C12H22O11}}}م. آبکافت دی‌ساکاریدها، مونوساکاریدها را دوباره به‌دست می‌دهد.
مهم‌ترین دی‌ساکاریدها عبارت‌اند از:
لاکتوز + آب= گالاکتوز + گلوکز
مالتوز + آب= گلوکز + گلوکز
ساکارز+ آب= فروکتوز + گلوکز
دوقندی‌ها (دی‌ساکارید) به سه دستهٔ مالتوز (قند جوانهٔ جو)، لاکتوز (قند شیر) و ساکارز (قند شکر) تقسیم می‌شود.

### پلی‌ساکاریدها
تشکیل اتر بین یک منو و یک دی‌ساکارید یک تری‌ساکارید ایجاد می‌کند (از ترکیب تعداد زیادی مونوساکارید به وجود می‌آید) و تکرار این فرایند نهایتاً به تولید یک پلیمر طبیعی (پلی‌ساکارید) منجر می‌شود. چنین کربوهیدرات‌های پلیمری، تشکیل‌دهنده اسکلت اصلی سلولز و نشاسته هستند. مهم‌ترین پلی‌ساکاریدها شامل:
- نشاسته یا آمیلوز
- گلیکوژن
- سلولز
- کیتین

هستند.
نشاسته کربوهیدرات ذخیره‌ای در گیاهان (سیب‌زمینی، گندم، برنج و…) است که از بهم پیوستن تک قندی‌ها به اشکال مختلف حاصل می‌شوند و در بدن پس از گوارش مالتوز تبدیل شده و سرانجام به تک‌قندی‌های گلوکز، فروکتوز و گالاکتوز در می‌آیند. این سه تک‌قندی جذب خون شده و پس از عبور از کبد به‌وسیلهٔ گردش خون در سرتاسر بدن پخش می‌گردد.

آمیلوز، پلیمر خطی گلوکز است

گلیکوژن تنها شکل ذخیره انرژی به صورت قند در بدن انسان است. مقدار ذخیره گلیکوژن در انسان ۳۵۰ گرم است. حدود ۱۰۰ یا ۱۰۸ گرم گلیکوژن در کبد است و بقیه در ماهیچه‌هاست. مقدار ذخیره گلیکوژن در بدن انسان به اندازه این است که نیازهای نصف روز انسان را تأمین می‌کند. بدین صورت که فردی گرسنه‌است و غذا نمی‌خورد، گلیکوژن کبدی، قند خون وی را تأمین می‌کند و گلیکوژن ماهیچه‌ها، نیازهای عضلانی را تأمین می‌کند. زمانی که گرسنگی دوم اتفاق می‌افتد، زمانی است که گلیکوژن کبدی تخلیه شده و گلیکوژن که تحت تأثیر زیمایه (آنزیم) فسفریلاز قرار می‌گیرد گلیکوژن کبدی است نه گلیکوژن ماهیچه.
سلولز نیز پلی‌ساکاریدی است که در گیاهان تولید می‌شود. تفاوت ساختمانی آن با نشاسته این است که در سلولز پیوندهای بتا ۱ به ۴ وجود دارد اما در روده پستانداران آنزیمی برای تجزیه آن وجود ندارد. در روده نشخوار کنندگان سلولز توسط آنزیم سلولاز که توسط باکتری‌های روده‌ای آن‌ها تولید می‌شود تجزیه می‌شود.

## سوخت‌وساز کربوهیدرات‌ها

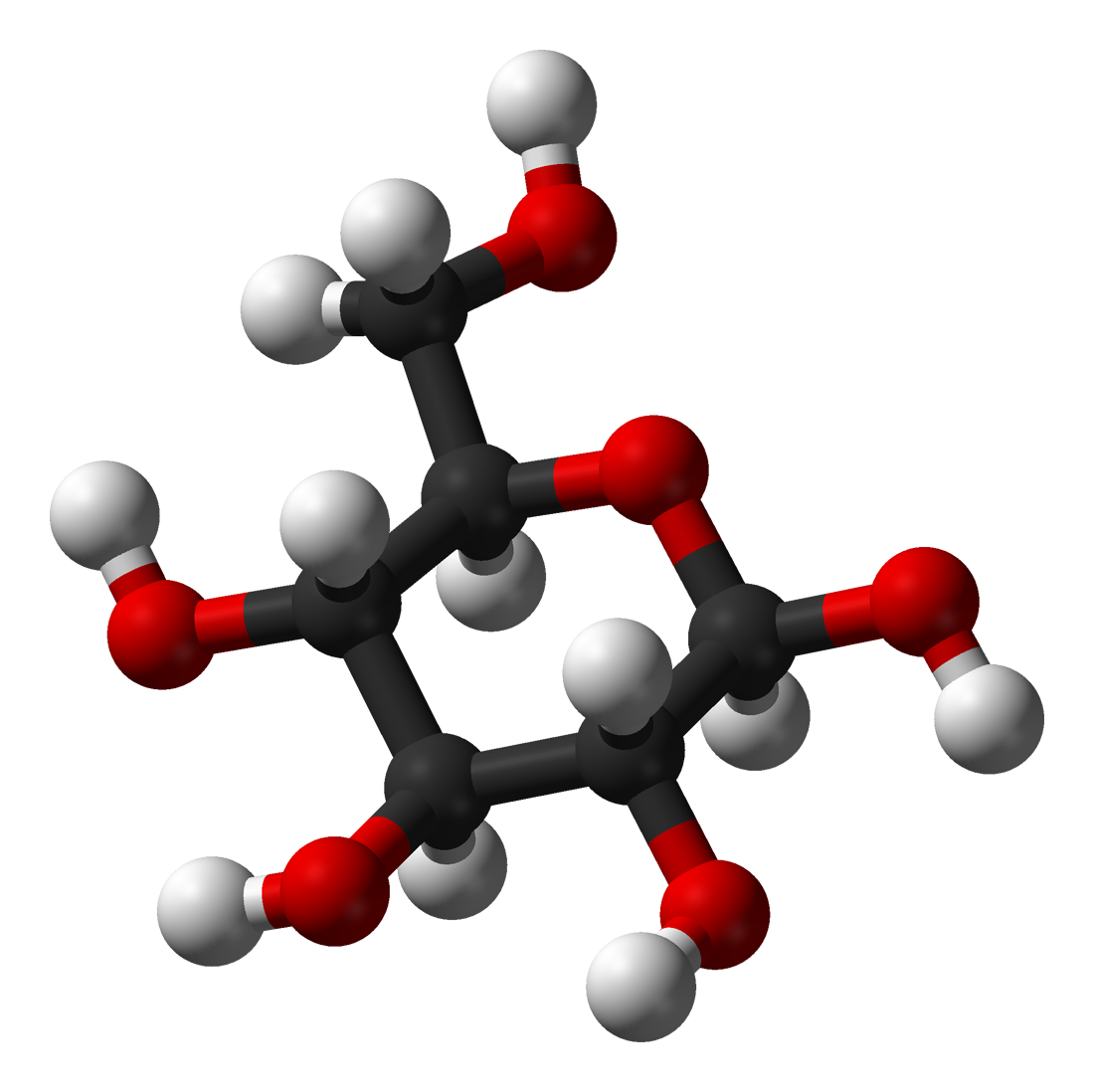
ساختار بتا دی-گلوکوز با مدل گوی و میله

کربوهیدرات‌ها به گلوکز تبدیل می‌شوند و گلوکز به دو طریق در بدن سوخت‌وساز (متابولیسم) هوازی می‌شود:
متابولیسم هوازی گلوکز: بدین صورت که ابتدا مولکول گلوکز می‌شکند و دو مولکول اسید پیرویک ایجاد می‌کند، اسید پیرویک دکربکسیله می‌شود و به مشتق استیل تبدیل می‌شود، مشتق استیل با کوآنزیم A ترکیب می‌شود و استیل کوآنزیم A را ایجاد می‌کند. استیل کوآنزیم A وارد چرخه کربس می‌شود و طی یک سلسله واکنش‌های پیاپی به آب، انرژی و CO۲ تبدیل می‌شود.
متابولیسم بی‌هوازی: زمانی که بدن در شرایط اضطراری قرار می‌گیرد متابولیسم بی‌هوازی رخ می‌دهد؛ مثلاً ورزشکاری که فعالیت سنگین انجام می‌دهد، قادر به تأمین کل انرژی مورد نیاز خود از طریق هوازی نیست، قسمتی از انرژی خود را از طریق بی‌هوازی تأمین می‌کند. یا در شرایطی که فرد در حالت خفگی قرار می‌گیرد (آب یا دود) بدن از طریق متابولیسم بی‌هوازی سعی در حفظ حیات می‌کند. بدین صورت که مولکول گلوکز می‌شکند، دو مولکول اسید پیروویک ایجاد می‌کند، هر مولکول اسید پیروویک احیاء می‌شود و اسید لاکتیک ایجاد می‌کند.
علت اینکه اسید لاکتیک باعث گرفتگی ماهیچه یا خستگی ورزشکاران می‌شود، متابولیسم بی‌هوازی است؛ بنابراین در شرایط بی‌هوازی از متابولیسم گلوکز دو ATP (آدنوزین تری فسفات) و در شرایط هوازی از متابولیسم گلوکز سی و هشت ATP انرژی حاصل می‌شود.
البته ممکن است تصور کنید هضم دگرگشت بی‌هوازی باعث تخریب انرژی می‌شود در صورتی‌که اسید لاکتیک جمع شده در ماهیچه با جریان خون به کبد می‌رود و مجدداً تبدیل به گلیکوژن می‌شود و دوباره قند می‌سازد.
ساختار تمام کربوهیدرات‌ها یکسان نیست. کربوهیدرات‌های ساده که در چیپس، کلوچه نان سفید سیب زمینی وجود دارند به سادگی هضم می‌شوند اما کربوهیدرات‌های مرکب که در میوه‌ها و سبزی‌ها و نان جو و سایر حبوبات وجود دارند به سرعت هضم نشده و درصد سوخت آن‌ها پایین است.

## کارکرد مواد قندی و نشاسته در بدن
تولید گرما: نقش اصلی و عمده این مواد تولید انرژی در بدن است.
تنظیم قند خون: بدن سالم بعد از جذب قندها به وسیله اعمالی که انجام می‌دهد، مقدار آن را تا حدودی ثابت نگه می‌دارد.
ذخیره در بدن: مقدار اضافی مواد قندی و نشاسته‌ای در کبد و ماهیچه‌ها به میزان معینی ذخیره و بقیه به صورت چربی در بافت چربی ذخیره می‌گردد تا در صورت لزوم، بدن بتواند به عنوان منبع انرژی از آن استفاده نماید.

## اهمیت کربوهیدرات در ورزش
در یک بررسی پزشکی ورزشی محققان به این نتیجه رسیدند که مصرف کربوهیدرات قبل از تمرین استقامت بدن را بالا برده و برای اجرای تمریناتی مانند اینتروال شدتی و همین‌طور اجرای بهتر در طول تمرین بسیار مؤثر است. باید توجه داشت که منبع اصلی سوخت عضلات در ورزش، کربوهیدرات‌ها هستند. در نتیجه تغذیه قبل، بعد و همچنین حین تمرین شما باید حاوی میزان کافی و مجاز کربوهیدرات باشد تا بهترین عملکرد را حاصل کنید. در مورد تغذیه حین تمرین لازم است ذکر شود که بهتر است از نوشیدنی‌های ورزشی، اسموتی‌ها و… استفاده شود تا باعث سنگینی ورزشکار نشده و همچنین آب از دست رفته حین تمرین را بازگرداند.

## فعالیت نوری قندها
به استثنا ۱ و ۳ - دی‌هیدروکسی- پروپانون، همه قندهایی که تاکنون ذکر شده‌اند، حداقل حاوی یک مرکز فضایی‌اند. ساده‌ترین قند کایرال، ۳ و ۲ - دی‌هیدروکسی پروپانون (گلیسرآلدئید) با یک کربن نامتقارن است. فرم راست‌بر آن R است، به صورتی که در طرح‌های فیشر مولکول نشان داده می‌شود، انانتیومر چپ‌بر آن، S می‌باشد.
گر چه نامگذاری S و R برای نامیدن قندها کاملاً رضایت بخش است، اما سیستم نامگذاری قدیمی هنوز بکار گرفته می‌شود. این سیستم نامگذاری، قبل از تدوین پیکربندی مطلق قندها متداول بوده، همه قندها را به ۲ و ۳ - دی‌هیدروکسی پروپانال (گلیسرآلدئید) مرتبط می‌سازد. در این روش به جای استفاده از S و R از پیشوند D برای انانتیومر (+) وL برای انانتیومر (-) گلیسرآلدئید استفاده می‌شود.

## قندها، تشکیل‌دهنده همی‌استال‌های درون مولکولی
قندها ترکیبات هیدروکسی کربونیل‌اند و بایستی قادر به تشکیل درون مولکولی همی استال باشند. در واقع گلوکز و سایر هگزوزها و پنتوزها به صورت مخلوط در حال تعادل با ایزومرهای حلقوی همی‌استال خود هستند. در این مخلوط در حال تعادل، ایزومر حلقوی همی‌استال برتر است. در اصل هر یک از پنج گروه هیدروکسی می‌توانند به گروه کربونیل آلدئید افزوده شوند. اما گرچه حلقه‌های پنج ضلعی نیز شناخته شده هستند، حلقه‌های شش ضلعی معمولاً محصول برتر می‌باشند.

## گسستگی اکسایشی قندها
واکنشگری که باعث شکستن پیوند C-C می‌شود، پریدیک اسید (HIO۴) است. این ترکیب دی‌ال‌های مجاور را اکسایش کرده، ترکیبات کربونیل ایجاد می‌شوند. از آنجا که اغلب قندها چندین دی‌ال مجاور دارند، اکسایش با HIO۴مخلوط پیچیده‌ای ایجاد می‌کند. مقدار کافی از اکسنده، زنجیر قند را به‌طور کامل به ترکیبات یک کربنی تبدیل می‌کند.
از این روش برای شناسایی ساختار قندها استفاده می‌شود؛ مثلاً از مجاورت گلوکز با ۵ اکی والان HIO۴، پنج اکی والان فرمی اسید و ۱ اکی والان فرمالدئید به دست می‌آیند. در اکسایش فروکتوز ایزومری نیز همان مقدار عامل اکسنده مصرف شده، اما محصولات، ۳ اکی والان اسید، ۲ اکی والان آلدئید و یک اکی والان دی‌اکسید هستند.

## انرژی‌زایی کربوهیدرات‌ها
کربوهیدرات‌ها انرژی‌زا هستند و انجام اعمال حیاتی را تسهیل می‌نمایند، از اینرو از بهترین مواد تغذیه‌ای برای ورزشکارانند. مواد قندی و نشاسته‌ای یکی از مهم‌ترین و ارزانترین منابع انرژی در رژیم غذایی انسان به‌شمار می‌روند. قسمت مهمی از غذاهای مردم آسیا، آفریقا و بسیاری از نقاط جهان از مواد قندی و نشاسته‌ای تشکیل شده‌است. به علت ارزانی کربوهیدرات‌ها، اکثر مردم از آن‌ها استفاده می‌کنند و ۴۰ تا ۵۰ درصد غذای روزانه را تشکیل می‌دهند. هنگامی که کربوهیدرات‌ها وارد بدن می‌شوند به انرژی تبدیل می‌گردند و مقدار اضافی آن‌ها در بافتهای چربی ذخیره می‌شود.
در همه نقاط دنیا یک ماده غذایی نشاسته‌ای، غذای اصلی مردم است. در بیش از ۵۰ درصد کشورهای دنیا برنج، گندم، ذرت، سیب زمینی و نان، را به‌عنوان غذای اصلی استفاده می‌کنند. مشتقات تک‌قندی‌ها، سوربیتول است که از احیای گلوکز به‌دست می‌آید. ویژگی آن سرعت جذب خیلی کند است؛ بنابراین به‌طور کامل جذب نمی‌شود. سرعت کند جذب سوربیتول در چند زمینه مورد استفادهٔ تغذیه‌ای قرار می‌گیرد:
در افراد مبتلا به دیابت که تمایل به خوردن مربا یا شربت شیرین دارند می‌توان از سوربیتول استفاده کرد؛ زیرا به‌علت جذب کند سوربیتول مقداری از این مواد وارد روده شده و توسط فلور روده تخمیر می‌شود و گاز ایجاد می‌کند؛ بنابراین فرد مبتلا به مرض قند می‌تواند دو قاشق مرباخوری سوربیتول بخورد و اگر مقدار زیادتری استفاده کند دچار نفخ می‌شود و اگر مقدار بیشتری استفاده کند دچار اسهال می‌شود. یکی از مشکلات افرادی که رژیم لاغری می‌گیرند، پائین آمدن قند خون و احساس گرسنگی است؛ بنابراین سوریبتول درست است که کربوهیدرات است اما به‌دلیل جذب کُند، مصرف مقدار کمی از آن می‌تواند قند خون را در حد طبیعی نگه دارد یا در افرادی که در ذخیره‌سازی گلیکوژن کبدی مشکل دارند، می‌توان از این ویژگی بهره جست.
مشتقات تک قندی به نام اینوزیتول، که یک هگزوز حلقوی است، معمولاً در سبوس غلات مثل نان به صورت ترکیب با شش مولکول فسفریک اسید است که اصطلاحاً به آن اسید فیتیک می‌گویند. وقتی اسید فیتیک بدین صورت است، ارزش تغذیه‌ای ندارد زیرا قند و فسفر آن قابل استفاده نیست و در ضمن مانع جذب کلسیم و آهن غذا نیز می‌شود، اما اگر نانی مثل نان سنگک را تخمیر کنیم به‌وسیلهٔ خمیر ترش اسید فیتیک تجزیه می‌شود، قند و فسفر آن قابل استفاده می‌گردد و مانع از جذب کلسیم و فسفر هم نمی‌شود.